# Takashi Umezawa
Takashi Umezawa (梅澤 貴史 Umezawa Takashi?,  nacido el 7 de diciembre de 1972 en Mie) es un exfutbolista japonés que se desempeñaba como centrocampista.

## Trayectoria

### Clubes
| Club        | País  | Año         |
| ----------- | ----- | ----------- |
| Gamba Osaka | Japón | ???? - 1994 |